# Coprosma quadrifida
Coprosma quadrifida är en måreväxtart som först beskrevs av Jacques-Julien Houtou de La Billardière, och fick sitt nu gällande namn av William Robinson. Coprosma quadrifida ingår i släktet Coprosma och familjen måreväxter. Inga underarter finns listade i Catalogue of Life.